# Michel Montignac
Michel Montignac (1944 - 22 de agosto de 2010) foi um desenvolvedor de dietas francês que originalmente criou a dieta Montignac para se ajudar a perder peso, com base na investigação que incide sobre o índice glicêmico dos alimentos, que afeta a quantidade de glicose entregue ao sangue após comer.